# Górno (gmina w dystrykcie krakowskim)
Gmina Górno (niem. Landgemeinde Górno), alt. Luftwaffenübungsplatz (Poligon Lotnictwa) – dawna gmina wiejska funkcjonująca w latach 1943–1944 pod okupacją niemiecką w Polsce. Siedzibą gminy było Górno.
Jednostka powstała dla potrzeb administracji poligon wojskowy poligonu sił powietrznych Luftwaffe i jej zaplecza.
Gmina Górno funkcjonowała przejściowo podczas II wojny światowej w Landkreis Jaroslau (jarosławskim). Utworzona została przez hitlerowców z obszarów następujących zniesionych gmin, należących przed wojną do trzech (zniesionych podczas wojny) powiatów (kolbuszowskiego, niżańskiego i tarnobrzeskiego w województwie lwowskim: Stany (w całości), Raniżów (prawie w całości), Dzikowiec (częściowo) i Majdan (częściowo); oraz z części niezniesionych gmin: Kamień, Jeżowe, Sokołów, Grębów, Charzewice, Nisko i Rudnik wraz z częściami miast Nisko i Rudnik.
Gmina powstała 1 października 1943 ze wschodniej części tzw. obszaru specjalnego Truppenübungsplatz Süd Dęba. Był to jeden z największych wojskowych terenów szkoleniowych niemieckiego Wehrmachtu. Ustanowienie strefy treningowej zmusiło tysiące Polaków do ewakuowania swoich domów; wykorzystywano też robotników przymusowych do budowy obszaru. Obszar dzielił się na dwie części: zachodnią (Heeresübungsplatz, poligon armii) i wschodnią (Luftwaffenübungsplatz, strefa szkolenia sił powietrznych). Po 1 lipca 1943 szkolenia odbywały się tylko w zachodniej części, w Landkreis Debica (powiecie dębickim) w dystrykcie krakowskim GG, nazwanej Heeresgutsbezirk Truppenübungsplatz Süd Dęba. Wschodnią część przekształcono w gminę Górno.
Ze względu na specyfikę jej genezy, gmina Górno była pod względem powierzchni największą jednostką w dystrykcie krakowskim, obok Heeresgutsbezirk Truppenübungsplatz Süd Dęba i SS-Gutsbezirk Truppenübungsplatz Heidelager.
Składała się z 23 miejscowości: Barce (417 mieszk.), Chyły (203), Górale (294), Górno (1239), Groble (663), Jamnica (748), Klatki (689), Koziołek (227), Krzywdy (324), Lipnica (1848), Mazury (1912; największa miejscowość), Osia Góra (395), Poddębina (1082), Podwolina (473), Raniżów (1740), Sibigi (254), Sulichów (597), Turza (730), Warchoły (815), Wilcza Wola (196), Zagroda (635), Zapolednik (394) i Zielonka (1876), liczących w sumie 17.751 mieszkańców (rok 1943).
Gmina zniesiona po wojnie; powrócono do stanu z czasów II Rzeczypospolitej.